# 寺社奉行

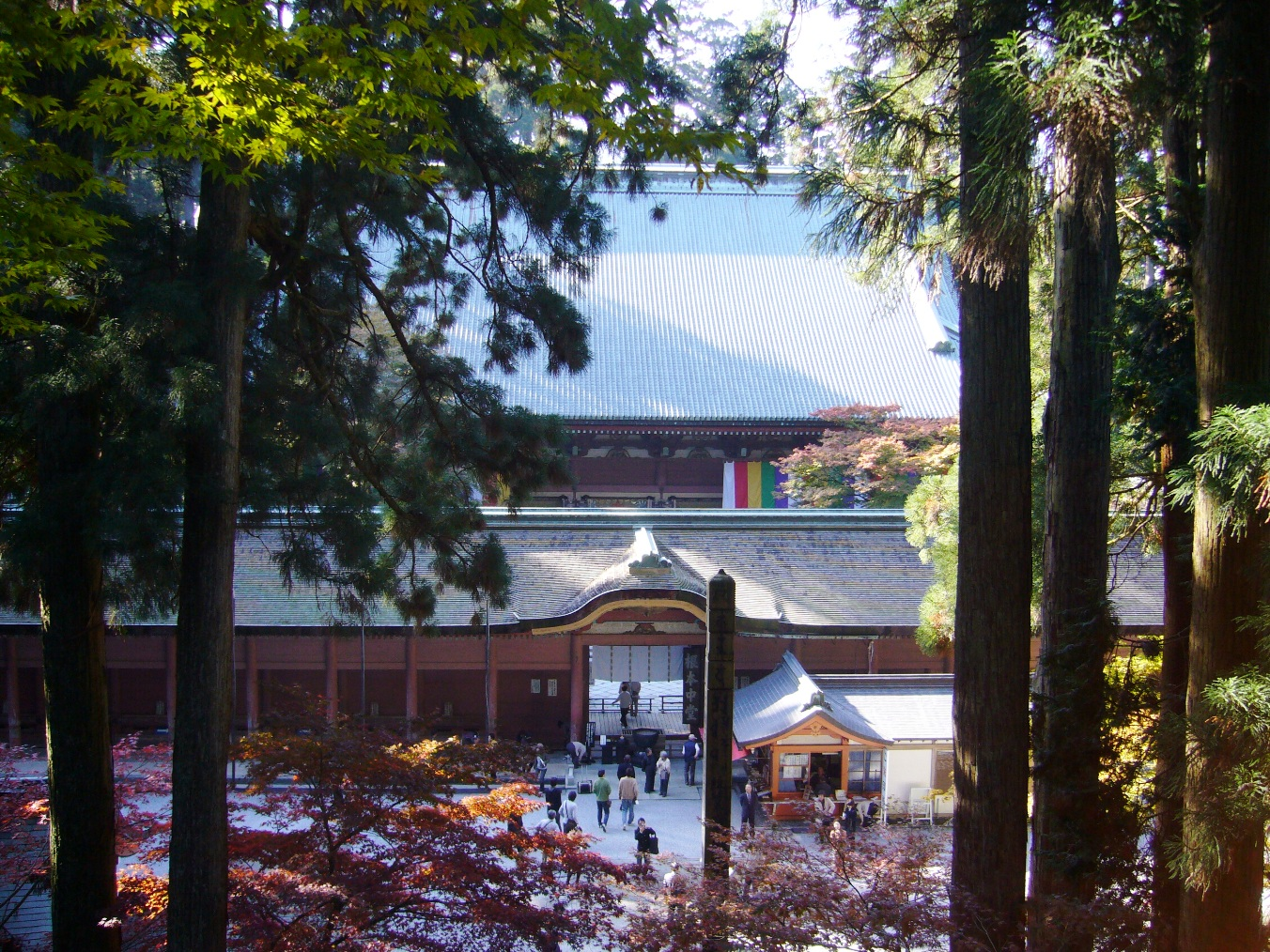
延暦寺根本中堂

寺社奉行（じしゃぶぎょう）は、室町時代から江戸時代にかけての武家政権や江戸時代の諸藩における職制の1つで、宗教行政機関。鎌倉幕府以降、寺社の領地・建物・僧侶・神官のことを担当した武家の職名。
江戸幕府では、寛永12年（1635年）に設置された。将軍直属で、三奉行の最上位に位置し、楽人（雅楽演奏者）・陰陽師・囲碁将棋師に関する事項をも扱った。

## 概要

### 鎌倉・室町幕府
鎌倉幕府では社寺を担当する奉行人が「寺社奉行」と呼ばれた他、特定の有力社寺との折衝・取次を担当する奉行が別途設置されていた。『吾妻鏡』によれば、建久5年（1194年）5月に中原季時を「寺社の訴えを執り申す」役目としたのが後の寺社奉行にあたると考えられている。また、同年12月には大庭景能らを鶴岡八幡宮・勝長寿院以下鎌倉の幕府御願寺の奉行に任じている。後に太田時連や二階堂貞雄が寺社奉行に任命され、一方諏訪大社や伊豆山神社、三島大社、熱田神宮など鎌倉幕府の庇護下にあった社寺には、当該寺社担当の奉行人を任命している。
この政策は建武政権や室町幕府にも継承された。室町幕府では仏寺を担当する寺奉行と神社を担当する社家奉行が設置され、さらに禅宗と律宗（時に真言律宗）を管轄する禅律方や延暦寺を担当する山門奉行、東大寺・興福寺を担当する南都奉行など特定の宗派や社寺を担当する奉行人が任命された。足利義満以後になると、奉行衆の中から特定寺社を担当する奉行（別奉行）が積極的に配置されるようになった。これらの別奉行は特定有力社寺と幕府の連絡を取り持つ立場にあったために、社寺側から多額の金品を贈られたり、反対に社寺側と奉行の対立が政治問題化する場合もあった（例えば、足利義教の山門奉行飯尾為種と延暦寺の対立）。足利義政の時代にこうした別奉行の全盛期を迎えるが、応仁の乱以後の幕府機構の衰退とともに別奉行は没落していく。
なお、六波羅探題や奥州将軍府、鎌倉府などの地方機関にも、寺社奉行や個別社寺を扱う別奉行が設置されている。

### 江戸幕府
江戸幕府・徳川家の寺社行政は、開幕以前の天正18年（1590年）から全阿弥（同朋衆）が転封で領国となった関東（開幕後は駿河・遠江が加わる）を、慶長5年（1600年）以降は上方を板倉勝重（還俗者）と西笑承兌・三要元佶（僧侶）が担当した。勝重以外が死去した慶長17年（1612年）からは勝重と以心崇伝（僧侶）が職務にあたったが、具体的な役職は設置しなかった。徳川家光時代の寛永10年（1633年）、板倉勝重の没後、専任で社寺に関する職務にあたっていた崇伝が死去し、社寺の担当者が不在となった。そのため寛永12年（1635年）、社寺や遠国における訴訟担当の諸職として寺社奉行が創設された。諸職ははじめ将軍直轄であったが、老中制の確立とともに老中の所管となり、将軍徳川家綱時代の寛文2年（1662年）に将軍直属に戻る。
定員は4名で、譜代大名が月番制で務めた。自邸が役宅となった。勘定奉行・町奉行と並んで評定所を構成した（いわゆる三奉行）。
原則として一万石以上の譜代大名が任命され、奏者番を兼任していた。寺社奉行はいわゆる三奉行の1つではあるが、主に旗本であり老中所轄に過ぎない勘定奉行・町奉行とは別格であり、三奉行の中でも筆頭格といわれる（白井筆頭）。寺社奉行に任ぜられた者は、その後、大阪城代や京都所司代といった重役に就くこともあり、最終的に老中まで昇り詰めるなどエリートの証でもあった。例外として大岡忠相が旗本のまま大名格となり、奏者番を兼ねずに勤めたことがあり、これは江戸時代全体でも異例である。
社寺領以外にも、関八州以外の旗本領の訴訟を担当した。主な任務は全国の社寺や僧職・神職の統制であるが、門前町民や社寺領民、修験者や陰陽師らの民間宗教者、さらに連歌師などの芸能民らも管轄した。寺請制度の下、当時の庶民の戸籍ともいうべき宗門人別改帳は社寺が全て管理していたため、結婚と離婚（今日でいう戸籍に関する訴訟や審判）の管理、移住、旅行（通行手形の発行）という点については、現在の法務省が担う行政も担当していた役職である。
慶応4年（1868年）5月20日、寺社奉行は廃止され、社寺裁判所となった。同年、江戸が東京となると、社寺裁判所は廃止され、寺社は府県の管轄となった。

## 江戸幕府・歴代寺社奉行一覧

### 徳川家光時代
- 安藤重長（1635年 - 1657年）
- 松平勝隆（1635年 - 1659年）
- 堀利重（1635年 - 1638年）
- 堀直之（1640年 - 1642年）

### 徳川家綱時代
- 板倉重郷（1658年 - 1661年）
- 井上正利（1658年 - 1667年）
- 加賀爪直澄（1661年 - 1670年）
- 小笠原長矩（1666年 - 1678年）
- 戸田忠昌（1671年 - 1676年）
- 本多忠利（1671年 - 1678年）
- 太田資次（1676年 - 1678年）
- 板倉重種（1677年 - 1680年）
- 松平重治（1678年 - 1681年）
- 阿部正武（1680年 - 1681年）

### 徳川綱吉時代
- 水野忠春（1681年 - 1685年）
- 稲葉正往（1681年）
- 秋元喬知（1681年 - 1682年）
- 酒井忠国（1681年 - 1683年）
- 坂本重治（1682年 - 1687年）
- 板倉重形（1683年 - 1684年）
- 本多忠周（1683年 - 1687年）
- 大久保忠増（1685年 - 1687年）
- 酒井忠挙（1687年 - 1689年）
- 戸田忠真（1687年 - 1699年）
- 米津政武（1687年 - 1688年）
- 本多正永（1688年 - 1696年）
- 加藤明英（1689年 - 1690年）
- 小笠原長重（1690年 - 1691年）
- 松浦棟（1691年 - 1694年）
- 永井直敬（1694年 - 1704年）
- 井上正岑（1696年 - 1699年）
- 松平重栄（1696年 - 1702年）
- 阿部正喬（1699年 - 1704年）
- 青山幸督（1699年 - 1702年）
- 本多忠晴（1702年 - 1713年）
- 三宅康雄（1704年 - 1710年）
- 久世重之（1704年 - 1705年）
- 鳥居忠英（1705年 - 1711年）
- 堀直利（1705年 - 1708年）
- 安藤信友（1709年 - 1713年、1717年 - 1718年）

### 徳川家宣・家継時代
- 森川俊胤（1710年 - 1714年）
- 松平近禎（1711年 - 1725年）
- 土井利意（1713年 - 1724年）
- 建部政宇（1714年 - 1715年）
- 石川総茂（1714年 - 1717年）
- 井上正長（1715年 - 1716年）

### 徳川吉宗時代
- 酒井忠音（1718年 - 1722年）
- 牧野英成（1718年 - 1724年）
- 黒田直邦（1723年 - 1732年）
- 本多忠統（1724年 - 1725年）
- 小出英貞（1725年 - 1732年）
- 太田資晴（1725年 - 1728年）
- 井上正之（1728年 - 1737年）
- 土岐頼稔（1728年 - 1730年）
- 西尾忠尚（1732年 - 1734年）
- 松平忠暁（1732年 - 1734年）
- 仙石政房（1734年 - 1735年）
- 北条氏朝（1734年 - 1735年）
- 牧野貞通（1735年 - 1742年）
- 板倉勝清（1735年）
- 松平信岑（1735年 - 1739年）
- 大岡忠相（1736年 - 1751年）
- 本多正珍（1739年 - 1746年）
- 山名豊就（1739年 - 1747年）
- 堀田正亮（1742年 - 1744年）
- 松平武元（1744年 - 1746年）

### 徳川家重時代
- 秋元凉朝（1746年 - 1748年）
- 小出英持（1746年 - 1748年）
- 酒井忠用（1747年）
- 松平忠恒（1747年 - 1748年）
- 稲葉正益（1747年 - 1750年）
- 青山忠朝（1748年 - 1758年）
- 酒井忠休（1748年 - 1749年）
- 本多忠央（1749年 - 1758年）
- 松平輝高（1751年 - 1752年）
- 鳥居忠意（1752年 - 1760年）
- 井上正経（1753年 - 1756年）
- 阿部正右（1756年 - 1760年）
- 朽木玄綱（1758年 - 1759年）
- 松平康福（1759年 - 1760年）
- 毛利政苗（1759年 - 1764年）
- 小堀政方（1760年 - 1761年）
- 松平乗佑（1760年 - 1764年）
- 太田資俊（1760年 - 1762年）

### 徳川家治時代
- 酒井忠香（1761年 - 1765年）
- 土井利里（1763年 - 1769年）
- 松平忠順（1764年 - 1775年）
- 土岐定経（1764年 - 1781年）
- 久世広明（1765年 - 1769年）
- 牧野貞長（1769年 - 1777年）
- 土屋篤直（1769年 - 1776年）
- 太田資愛（1775年 - 1781年）
- 戸田忠寛（1776年 - 1782年）
- 牧野惟成（1777年 - 1783年）
- 阿部正倫（1779年 - 1787年）
- 井上正定（1781年 - 1786年）
- 安藤信成（1781年 - 1784年）
- 堀田正順（1783年 - 1787年）
- 松平輝和（1784年 - 1798年）
- 本庄資承（1784年 - 1786年）
- 土井利厚（1786年 - 1788年、1796年 - 1801年）

### 徳川家斉時代
- 松平乗完（1787年）
- 稲葉正諶（1787年 - 1788年）
- 牧野忠精（1787年 - 1792年）
- 松平信道（1788年 - 1791年）
- 板倉勝政（1788年 - 1798年）
- 戸田氏教（1789年 - 1790年）
- 脇坂安董（1791年 - 1813年）
- 立花種周（1792年 - 1793年）
- 青山忠裕（1793年 - 1796年）
- 松平康定（1798年 - 1803年）
- 植村家長（1799年 - 1800年）
- 堀田正穀（1800年 - 1806年）
- 阿部正由（1801年 - 1804年）
- 青山幸完（1802年）
- 松平輝延（1802年 - 1815年）
- 水野忠成（1803年 - 1806年）
- 大久保忠真（1804年 - 1810年）
- 阿部正精（1806年 - 1808年、1810年 - 1817年）
- 酒井忠進（1808年）
- 松平乗寛（1809年 - 1813年、1815年 - 1818年）
- 有馬誉純（1810年 - 1812年）
- 内藤信敦（1813年 - 1817年）
- 松平斉厚（1813年 - 1822年）
- 青山幸孝（1815年）
- 松平康任（1817年 - 1822年）
- 水野忠邦（1817年 - 1825年）
- 本庄宗発（1818年 - 1826年）
- 本多正意（1822年 - 1825年）
- 太田資始（1822年 - 1828年）
- 松平信順（1825年 - 1831年）
- 土井利位（1825年 - 1829年、1830年 - 1834年）
- 堀親寚（1826年 - 1828年）
【寚＝ウ冠＋王＋缶】
- 土屋彦直（1828年 - 1834年）
- 松平光年（1828年 - 1830年）
- 脇坂安董（1829年 - 1836年）
- 間部詮勝（1831年 - 1837年）
- 井上正春（1834年 - 1838年）
- 堀田正睦（1834年 - 1837年）
- 牧野忠雅（1836年 - 1840年）
- 青山忠良（1837年 - 1840年）
- 阿部正瞭（1837年 - 1838年）

### 徳川家慶時代
- 松平忠固（1838年 - 1843年、1844年 - 1845年）
- 稲葉正守（1838年 - 1842年）
- 戸田忠温（1840年 - 1843年）
- 阿部正弘（1840年 - 1843年）
- 酒井忠義（1842年 - 1843年）
- 松平乗全（1843年 - 1844年）
- 久世広周（1843年 - 1848年）
- 青山幸哉（1843年 - 1846年、1860年 - 1861年）
- 内藤信親（1843年 - 1848年）
- 脇坂安宅（1845年 - 1851年）
- 本多忠民（1846年 - 1857年）
- 土屋寅直（1848年 - 1850年、1864年 - 1868年）
- 松平信義（1848年 - 1858年）
- 太田資功（1850年 - 1856年）
- 安藤信正（1851年 - 1858年）

### 徳川家定時代
- 松平輝聴（1856年 - 1860年）
- 板倉勝静（1857年 - 1859年、1861年 - 1862年）
- 松平宗秀（1858年 - 1860年）
- 水野忠精（1858年 - 1860年）

### 徳川家茂・慶喜時代
- 松平信古（1859年 - 1862年）
- 牧野貞直（1860年 - 1863年、1864年）
- 井上正直（1861年 - 1862年）
- 牧野忠恭（1862年）
- 有馬道純（1862年 - 1863年）
- 諏訪忠誠（1862年）
- 松平忠恕（1862年 - 1864年）
- 土井利善（1863年）
- 松前崇広（1863年）
- 堀親義（1863年）
- 本多忠紀（1863年 - 1864年）
- 水野忠誠（1863年 - 1864年）
- 酒井忠氏（1864年 - 1866年）
- 阿部正外（1864年）
- 松平近説（1864年、1866年 - 1867年）
- 松平親良（1864年 - 1866年）
- 松平康英（1865年）
- 松平乗秩（1865年 - 1866年）
- 永井尚服（1866年 - 1867年）
- 戸田忠友（1867年 - 1868年）
- 内藤正誠（1867年 - 1868年）

## 江戸時代の諸藩
江戸時代の諸藩でも寺社奉行を設置する藩が見られるが、越後長岡藩のように寺社奉行を宗門奉行に改称した例もある。
また、柳川藩の寺社町役や戸田氏時代の大垣藩の寺社町奉行のように町奉行と統合した藩もある。

## その他
時代劇で町奉行同心や与力が、犯罪者が社寺地に逃げ込むのをみて「寺社奉行が束ねているので手出しが出来ない」と地団駄を踏むシーンが登場するが、これは事実と異なる。
犯罪者が社寺地に逃げ込んだ際には、町奉行所側が寺社奉行に対し、一定の手続きや捜査協力の申し出などにより「下手人の引き渡し」や「捕縛権の執行・代行」が行われていた。また火付盗賊改方は寺社奉行による事前了解がなくても、社寺地に立ち入っての犯罪者捜査や捕縛が認められていた。社寺側が犯罪者をかばうのが明白な場合、寺社奉行によって厳しく取り調べられ、僧侶・神職を捕縛したこともあり、社寺地が治外法権になるようなことはあり得なかった。